# Барно, Андреа
Андреа Барно Сан Мартин (исп. Andrea Barnó San Martín, родилась 4 января 1980 года в Эстелье) — испанская гандболистка, выступавшая на протяжении карьеры за клуб «Ичако»; бронзовый призёр Олимпийских игр 2012 года и чемпионата мира 2011 года, серебряный призёр чемпионата Европы 2008 года.

## Карьера

### Клубная
Андреа занималась гандболом с 11 лет, выступала на протяжении своей карьеры за клуб «Ичако» с сезона 2003/2004. Высшим успехом в её карьере стал выход в финал Лиги чемпионов в 2011 году. Завершила карьеру в 2012 году.

### В сборной
Дебют Андреа за сборную состоялся 31 мая 2008 года. В составе сборной Испании Андреа завоевала серебряную медаль чемпионата Европы 2008 года в Македонии: на пути к финалу испанки выбили из борьбы Германию. Андреа также выступала на чемпионате мира 2009 года в Китае, чемпионате Европы 2010 года в Дании и Норвегии, а на чемпионате мира 2011 года взяла бронзовую медаль. На Олимпийских играх 2012 года Андреа завоевала бронзовую медаль, по окончании игр завершила карьеру.

## Достижения
- Бронзовый призёр Олимпийских игр: 2012
- Бронзовый призёр чемпионата мира: 2011
- Серебряный призёр чемпионата Европы: 2008
- Чемпион Испании: 2009, 2010, 2011, 2012
- Серебряный призёр чемпионата Испании: 2008
- Обладатель Кубка Королевы: 2010, 2011, 2012
- Обладатель Суперкубка Испании: 2010, 2011, 2012